# St. Martin (Wörnitzstein)

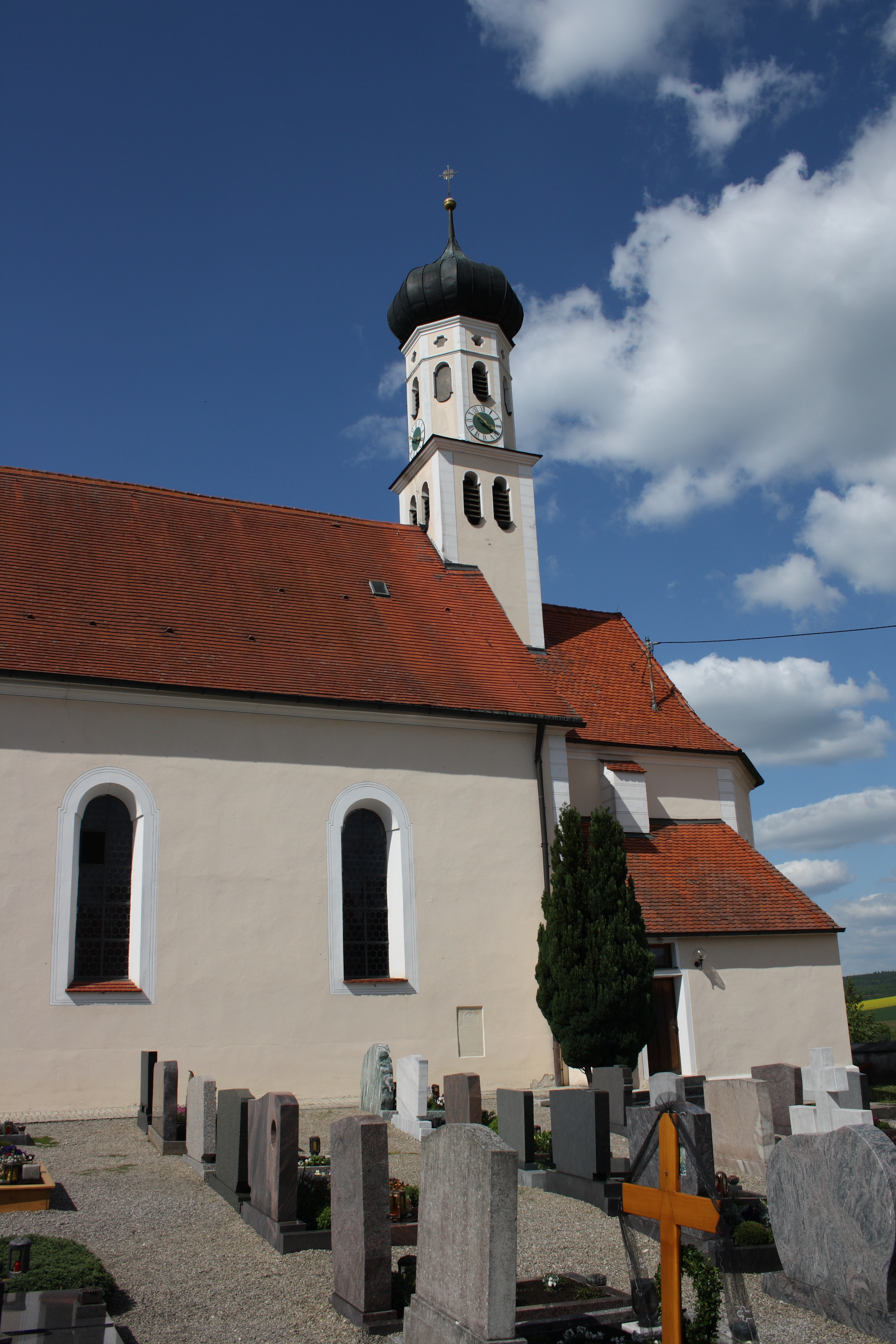
Kirche St. Martin in Wörnitzstein

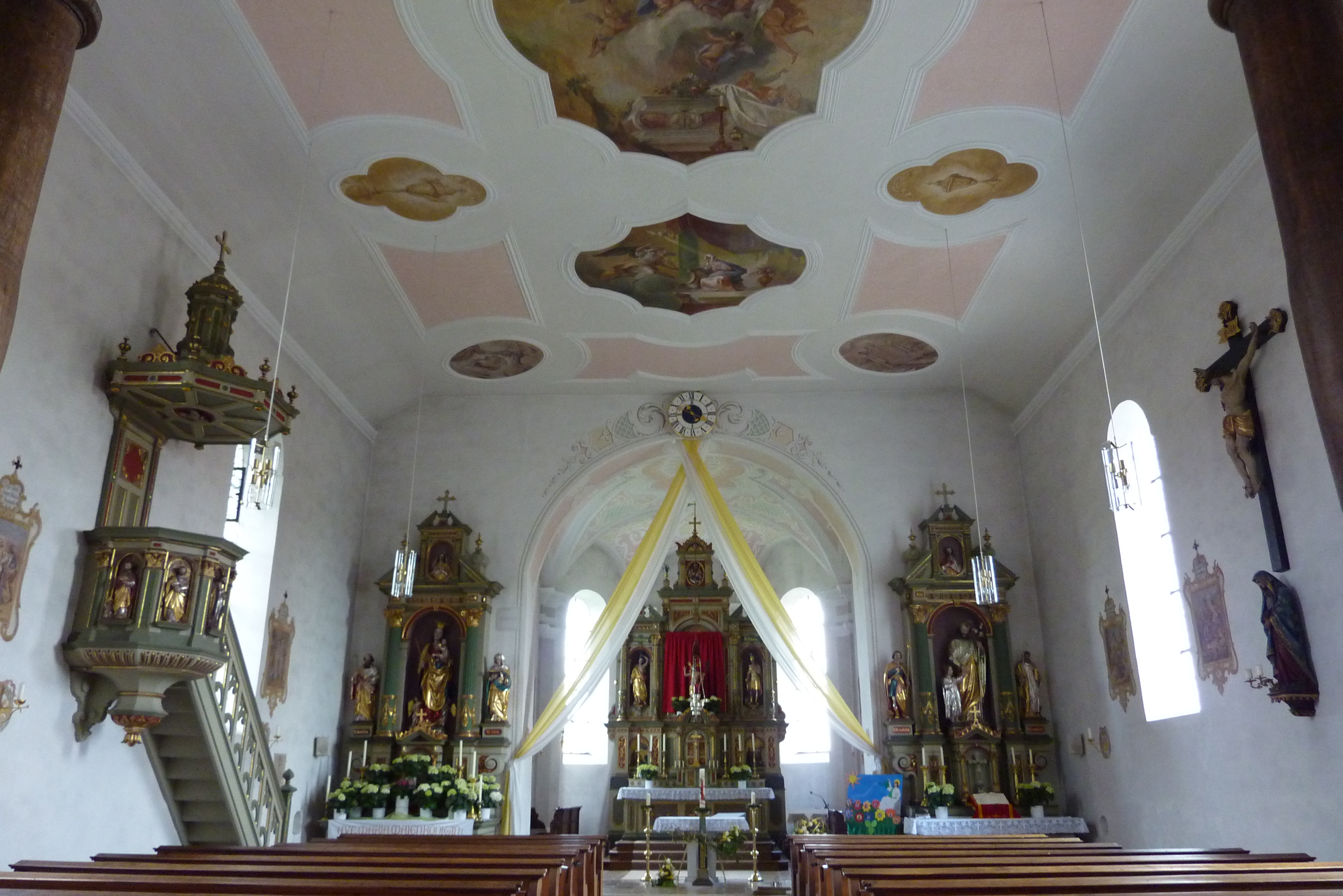
Blick zum Chor

Die römisch-katholische Pfarrkirche St. Martin in Wörnitzstein, einem Stadtteil von Donauwörth im Landkreis Donau-Ries (Bayern), wurde Ende des 17. Jahrhunderts errichtet. Das Gebäude an der Graf-Hartmann-Straße 19 ist ein geschütztes Baudenkmal.

## Beschreibung

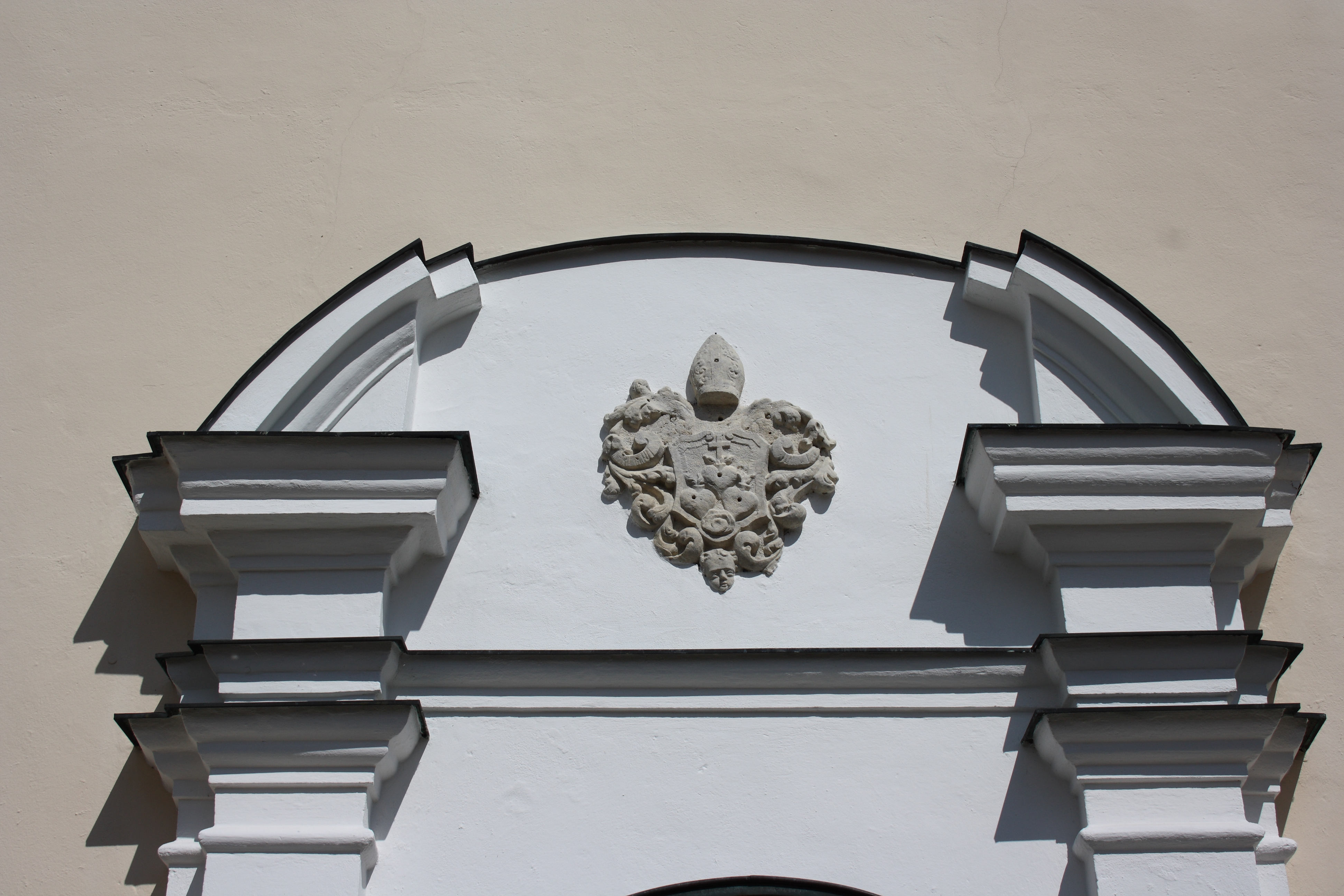
Wappen des Abts Rogerius II. über dem Westportal

Der Chor der dem heiligen Martin geweihten Kirche wurde um 1690 errichtet. Im Jahr 1737 wurde nach Abbruch des alten Langhauses das jetzige neu erbaut. Am 12. Oktober 1743 wurde die Kirche konsekriert. Der Dachreiter mit Oktogon und Zwiebelhaube wurde 1961/62 erneuert. Die flach gedeckte Saalkirche besitzt einen eingezogenen, dreiseitig geschlossenen Chor mit Stichkappentonne. Über dem Portal am Westgiebel ist das Wappen des Abts Rogerius II. Friesl angebracht, der von 1723 bis 1739 das Kloster Kaisheim leitete. Das Kloster hatte lange Zeit das Kirchenpatronat in Wörnitzstein inne.

## Ausstattung
Der Stuck und die Fresken sind von 1922. Die Kreuzwegstationen wurden 1780 von F. Stiber (auf der 13. Station bezeichnet) geschaffen. Die Altäre und die Kanzel entstanden um 1897. Im linken Seitenaltar befindet sich eine Muttergottesfigur von 1483.